# Theodor Däubler
Theodor Däubler est un poète allemand né le 17 août 1876 à Trieste, dans l'Empire austro-hongrois, et décédé le 13 juin 1934 à St. Blasien (Troisième Reich).

## Biographie
Theodor Däubler mène une vie de pérégrination, ses poèmes sont hymniques, d'un sens obscur, difficiles à comprendre. De 1903 à 1906, il séjourne à Paris, au Quartier latin, où il se familiarise avec l'art moderne ce qui plus tard influe sur le recueil d'essais Der neue Standpunkt (1916), un écrit fondateur de la théorie de l'expressionnisme. Il écrit aussi des romans, des contes et des récits de voyage.

## Œuvres
- Das Nordlicht, 1910 ( « l'aurore boréale », épopée en trois livres comprenant plus de 30000 vers)